# Arthur Alec Goschen
Arthur Alec Goschen, britanski general, * 6. januar 1880, London, Anglija, † 28. junij 1975.